# 7 Splinters in Time
7 Splinters in Time ist ein US-amerikanischer Science-Fictionfilm aus dem Jahr 2018 des Regisseurs Gabriel Judet-Weinshel. Der Arbeitstitel des Films war Omphalos.

## Handlung
Der Detektiv Darius Lefaux ist über sein Leben unglücklich. Sein einziger Kontakt ist eine übellaunige alte Nachbarin. Bei der Untersuchung eines Mordfall stellt er fest, dass der Tote genauso ausschaut wie er selbst. Später tauchen mehr Versionen von Darius auf und nicht alle sind freundlich gesinnt. Einer der Doppelgänger möchte Darius umbringen. In einem Wettlauf gegen die Uhr macht sich Darius auf, dieses andere ich zu finden, bevor es ihn findet.

## Produktion
Der Film ist das Spielfilmdebüt des Regisseurs Gabriel Judet-Weinshel. Er begann mit dem Kameramann George Nicholas zu filmen, nachdem sie Investitionskapital aufbrachten. Der Film wurde mit einem niedrigen Budget fertiggedreht und beim Cinequest San Jose Film Festival 2018 veröffentlicht.

## Kritiken
Der Film konnte mit 43 % positiver Zuschauerwertungen auf Rotten Tomatoes wenig überzeugen und erhielt auf der Internet Movie Database einen Score von 3,4 von 10 möglichen Punkten.

## Auszeichnung
- New Vision Award: Auszeichnung des Cinequest San Jose Film Festivals 2018[8]